# Eutelia blandiatrix
Eutelia blandiatrix är en fjärilsart som beskrevs av Achille Guenée 1852. Eutelia blandiatrix ingår i släktet Eutelia och familjen nattflyn. Inga underarter finns listade i Catalogue of Life.

## Bildgalleri

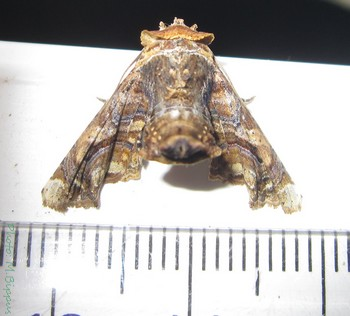